# Sten Mellgren
Sten Mellgren   (Oskarshamn, 28 d'agost de 1900 - 3 de setembre de 1989) fou un futbolista suec, que jugava com a defensa, que va competir durant la dècada de 1920.
El 1924 va prendre part en els Jocs Olímpics de París, on guanyà la medalla de bronze en la competició de futbol. Pel que fa a clubs, defensà els colors del IFK Stockholm (1923-1924) i AIK Solna (1925-1926). Entre 1923 i 1924 jugà 2 partits amb la selecció nacional, en què no marcà cap gol.
Com molts altres jugadors de futbol escandinaus d'aquesta època, Mellgren també va jugar a l'hoquei sobre gel i al bandy, arribant a ser convocat per l'equip olímpic suec d'hoquei sobre gel. En retirar-se passà a treballar de periodista esportiu en diferents revistes i diaris suecs.